# حميد (اسم)
حميد هو اسم علم شخصي مذكر من اصل عربي، يعتبر من الأسماء المقدسة في الإسلام نسبةً لكونه أحد أسماء الله الحسنى فيه، معنى الاسم هو محمود الصفات أي الذي يتميز بحسن الأخلاق والسمعة.

## الشخصيات
- حميد الشاعري مغني ليبي مصري
- حميد حسني لغوي إيراني
- حميد الأحمر رجل أعمال وسياسي يمني
- حميد بارودي موسيقي جزائري
- حميد يوسف لاعب كرة قدم كويتي
- حميد ألتينتوب لاعب كرة قدم تركي
- حميد إستيلي لاعب كرة قدم إيراني
- حميد بناني مخرج مغربي
- حميد بن راشد النعيمي سياسي إماراتي
- حميد بوشناق مغني مغربي
- حميد القشيبي قائد عسكري يمني
- حميد العقابي شاعر عراقي
- حميد الهزاز لاعب كرة قدم مغربي
- حميد الدين الكرماني كاتب إيراني
- حميد الزين عداء مغربي
- حميد البلوشي ممثل كويتي
- حميد الدين الفراهي عالم دين اسلامي هندي
- حميد بن عبد الرحمن بن عوف راوي حديث
- حميد سوريان مصارع إيراني
- حميد شباط سياسي مغربي
- حميد فرنجية سياسي لبناني
- حميد مراد ممثل بحريني
- حميد منصور مغني عراقي
- حميد مجيد موسى سياسي عراقي
- حميد مجول النعيمي فيزيائي عراقي
- حميد محمد عبيد القطامي سياسي إماراتي
- حميد هيراد مغني إيراني
- حميد العبودي شاعر و روائي عراقي